# Tétrahydrométhanoptérine S-méthyltransférase
 (septembre 2023).
Si vous disposez d'ouvrages ou d'articles de référence ou si vous connaissez des sites web de qualité traitant du thème abordé ici, merci de compléter l'article en donnant les références utiles à sa vérifiabilité et en les liant à la section « Notes et références ».
La tétrahydrométhanoptérine S-méthyltransférase est une enzyme, intervenant notamment dans la méthanogenèse, qui catalyse la réaction :
5-méthyl-5,6,7,8-tétrahydrométhanoptérine + coenzyme M  {\displaystyle \rightleftharpoons }  5,6,7,8-tétrahydrométhanoptérine + méthyl-coenzyme M.
Il s'agit d'une transférase, et plus précisément d'une méthyltransférase, qui requiert un ou deux cations Na+ chez les archées méthanogènes.

## Dénominations alternatives
- N5-méthyltétrahydrométhanoptérine:coenzyme M méthyltransférase.
- Tétrahydrométhanoptérine méthyltransférase.